# Vera (sèrie de televisió)
Vera és una sèrie de televisió britànica de drama criminal basada en les novel·les homònimes escites per Ann Cleeves. Es va estrenar a ITV el primer de maig del 2011 i fins ara se n'han emès nou temporades. La sèrie és protagonitzada per Brenda Blethyn, que interpreta la comissària Vera Stanhope, rondinaire i irascible, però enginyosa.
TV3 va estrenar la sèrie doblada al català el 29 de juliol del 2019.

## Episodis
| Temporada | Temporada | Episodis | Emissió original                 | Emissió original                 |
| Temporada | Temporada | Episodis | Regne Unit (ITV)                 | Catalunya (TV3)                  |
| --------- | --------- | -------- | -------------------------------- | -------------------------------- |
|           | 1         | 4        | 1r maig 2011 – 22 maig 2011      | 29 juliol 2019 – 1r agost 2019   |
|           | 2         | 4        | 22 abril 2012 – 3 juny 2012      | 2 agost 2019 – 7 agost 2019      |
|           | 3         | 4        | 25 agost 2013 – 15 setembre 2013 | 8 agost 2019 – 13 agost 2019     |
|           | 4         | 4        | 27 abril 2014 – 18 maig 2014     | 14 agost 2019 – 20 agost 2019    |
|           | 5         | 4        | 5 abril 2015 – 26 abril 2015     | 21 agost de 2019 – 26 agost 2019 |
|           | 6         | 4        | 31 gener 2016 – 21 febrer 2016   | 27 agost de 2019 – 30 agost 2019 |
|           | 7         | 4        | 19 març 2017 – 9 abril 2017      |                                  |
|           | 8         | 4        | 7 gener 2018 – 28 gener 2018     |                                  |
|           | 9         | 4        | 13 gener 2019 – 3 febrer 2019    |                                  |

### Primera temporada (2011)
| Núm. total | Núm. de la temporada | Títol                                    | Direcció         | Guió          | Data d'emissió original | Data d'estrena a Catalunya |
| ---------- | -------------------- | ---------------------------------------- | ---------------- | ------------- | ----------------------- | -------------------------- |
| 1          | 1                    | «Profunditats ocultes ("Hidden Depths")» | Adrian Shergold  | Paul Rutman   | 1r de maig de 2011      | 29 de juliol de 2019       |
| 2          | 2                    | «Dir mentides ("Telling Tales")»         | Peter Hoar       | Paul Rutman   | 8 de maig de 2011       | 30 de juliol de 2019       |
| 3          | 3                    | «El parany del corb ("The Crow Trap")»   | Farren Blackburn | Stephen Brady | 15 de maig de 2011      | 31 de juliol de 2019       |
| 4          | 4                    | «El petit Llàtzer ("Little Lazarus")»    | Paul Whittington | Paul Rutman   | 22 de maig de 2011      | 1r d'agost de 2019         |

### Segona temporada (2012)
| Núm. total | Núm. de la temporada | Títol                                            | Direcció         | Guió         | Data d'emissió original | Data d'estrena a Catalunya |
| ---------- | -------------------- | ------------------------------------------------ | ---------------- | ------------ | ----------------------- | -------------------------- |
| 5          | 1                    | «La posició del fantasma ("The Ghost Position")» | Peter Hoar       | Paul Rutman  | 22 d'abril de 2012      | 2 d'agost de 2019          |
| 6          | 2                    | «Veus silencioses ("Silent Voices")»             | Paul Whittington | Gaby Chiappe | 29 d'abril de 2012      | 5 d'agost de 2019          |
| 7          | 3                    | «La samaritana ("A Certain Samaritan")»          | Ed Bazalgette    | Paul Rutman  | 20 de maig de 2012      | 6 d'agost de 2019          |
| 8          | 4                    | «Els salta-sorres ("Sandancers")»                | Julian Holmes    | Colin Teevan | 3 de juny de 2012       | 7 d'agost de 2019          |

### Tercera temporada (2013)
| Núm. total | Núm. de la temporada | Títol                                      | Direcció            | Guió                       | Data d'emissió original | Data d'estrena a Catalunya |
| ---------- | -------------------- | ------------------------------------------ | ------------------- | -------------------------- | ----------------------- | -------------------------- |
| 9          | 1                    | «Castells a l'aire ("Castles in the Air")» | Will Sinclair       | Paul Rutman & Gaby Chiappe | 25 d'agost de 2013      | 8 d'agost del 2019         |
| 10         | 2                    | «La filla modèlica ("Poster Child")»       | Paul Cotter         | Paul Rutman                | 1 de setembre de 2013   | 9 d'agost de 2019          |
| 11         | 3                    | «Joves déus ("Young Gods")»                | Dušan Lazarević     | Gaby Chiappe               | 8 de setembre de 2013   | 12 d'agost de 2019         |
| 12         | 4                    | «El fill pròdig ("Prodigal Son")»          | Thaddeus O'Sullivan | Marston Bloom              | 15 de setembre de 2013  | 13 d'agost de 2019         |

### Quarta temporada (2014)
| Núm. total | Núm. de la temporada | Títol                                          | Direcció            | Guió           | Data d'emissió original | Data d'estrena a Catalunya |
| ---------- | -------------------- | ---------------------------------------------- | ------------------- | -------------- | ----------------------- | -------------------------- |
| 13         | 1                    | «Al carrer Harbour ("On Harbour Street")»      | Thaddeus O'Sullivan | Paul Rutman    | 27 d'abril de 2014      | 14 d'agost de 2019         |
| 14         | 2                    | «Protegit ("Protected")»                       | Daikin Marsh        | Martha Hillier | 4 de maig de 2014       | 16 d'agost de 2019         |
| 15         | 3                    | «Els caçadors de cérvols ("The Deer Hunters")» | Will Sinclair       | Steve Coombes  | 11 de maig de 2014      | 19 d'agost de 2019         |
| 16         | 4                    | «Death of a Family Man»                        | David Richards      | Martha Hillier | 18 de maig de 2014      | 20 d'agost de 2019         |

### Cinquena temporada (2015)
| Núm. total | Núm. de la temporada | Títol                                  | Direcció         | Guió           | Data d'emissió original | Data d'estrena a Catalunya |
| ---------- | -------------------- | -------------------------------------- | ---------------- | -------------- | ----------------------- | -------------------------- |
| 17         | 1                    | «Canvi de marea ("Changing Tides")»    | Marek Losey      | Martha Hillier | 5 d'abril de 2015       | 21 d'agost de 2019         |
| 18         | 2                    | «Velles ferides ("Old Wounds")»        | Daikin Marsh     | Martha Hillier | 12 d'abril de 2015      | 22 d'agost de 2019         |
| 19         | 3                    | «Aigües tèrboles ("Muddy Waters")»     | Stewart Svaasand | Glen Laker     | 19 d'abril de 2015      | 23 d'agost de 2019         |
| 20         | 4                    | «Ombres al cel ("Shadows in the Sky")» | Will Sinclair    | Martha Hillier | 26 d'abril de 2015      | 26 d'agost de 2019         |

### Sisena temporada (2016)
| Núm. total | Núm. de la temporada | Títol                                                     | Direcció       | Guió                                   | Data d'emissió original | Data d'estrena a Catalunya |
| ---------- | -------------------- | --------------------------------------------------------- | -------------- | -------------------------------------- | ----------------------- | -------------------------- |
| 21         | 1                    | «Una carretera fosca ("Dark Road")»                       | Marek Losey    | Martha Hillier                         | 31 de gener de 2016     | 27 d'agost de 2019         |
| 22         | 2                    | «Cançó de bressol d'un dimarts negre ("Tuesday's Child")» | Jill Robertson | Glen Laker                             | 7 de febrer de 2016     | 28 d'agost de 2019         |
| 23         | 3                    | «La caçadora de papallones ("The Moth Catcher")»          | Jamie Childs   | Paul Matthew Thompson                  | 14 de febrer de 2016    | 29 d'agost de 2019         |
| 24         | 4                    | «The Sea Glass»                                           | Paul Gay       | Paul Matthew Thompson & Martha Hillier | 21 de febrer de 2016    | 30 d'agost de 2019         |